# 4,4′-Isobutylethylidendiphenol
4,4′-Isobutylethylidendiphenol ist eine chemische Verbindung aus der Gruppe der Phenole.

## Eigenschaften
4,4′-Isobutylethylidendiphenol ist ein weißer Feststoff, der löslich in Methanol ist.

## Verwendung
4,4′-Isobutylethylidendiphenol wird als Ausgangsstoff zur Herstellung von Polymeren verwendet.

## Sicherheitshinweise
4,4′-Isobutylethylidendiphenol wurde von der ECHA auf die Kandidatenliste der besonders besorgniserregenden Stoffe gesetzt, weil es sich auf das Hormonsystem des Menschen auswirkt.